# マルゴット・ヴァルストローム
マルゴット・エリーサベット・ヴァルストローム（Margot Elisabeth Wallström、1954年9月28日-）は、社会民主党に所属するスウェーデンの政治家であり、2014年10月から2019年9月まで外務大臣を務めた。

## 経歴
スウェーデン北部のシェレフテオで生まれた。1973年に高校卒業後、スウェーデン社会民主党のの青年部でオンブズマンを務めた。1977年からはカールスタッドの銀行で会計を担当した。1979年、25歳でスウェーデン議会議員に初当選した。
1988年からは民生担当大臣（消費者、女性、子ども問題担当）、文化大臣、社会問題担当大臣を歴任。1999年からはEU（欧州連合）の欧州委員（環境担当）となり、2002年には年間ベスト委員に選ばれた。 
2004年から2009年は同広報担当欧州委員を務め、2004年から2010年まで欧州委員会副委員長でもあった。2010年に初代国連「紛争下の性暴力担当事務総長特別代表」となる。2014年にスウェーデンの国政に戻りステファン・ロベーン政権で外務大臣を務める。2期目の2019年9月10日、家族と過ごす時間が欲しいと辞任した。 
その他1993年から1994年にはスウェーデンの地方テレビTVヴァームランドのCEOをし、1998年から1999年にはスリランカのワールドヴュー・グローバル・メディアで執行副社長も務めた。 
2014年12月に来日。当時の岸田外務大臣と会談した。 
- スウェーデンのグニラ・カールソン国際開発協力担当大臣と（2010年5月7日）
- ステファン・ロベーン首相とともにプライド・パレードに参加（2014年8月2日）
- 左からヴァルストローム、ロベーン首相、米国のバラク・オバマ大統領（2016年5月13日）
- 左からエストニアのスヴェン・ミクセル外務大臣、ヴァルストローム、フェデリカ・モゲリーニ欧州連合外務・安全保障政策上級代表（2017年9月7日）
- ウィキギャップの集まりに参加（2018年3月8日）

## 政治家として
マルゴット・ヴァルストロームは政治家として長いキャリアを持っており、スウェーデン国会議員、欧州委員、国連事務総長特別代表など様々なレベルの要職に就いた。
スウェーデン社会民主党の幹部にはなっているが、首相候補として党の党首になることはなかった。
2014年社会民主党が政権を奪還し再び与党に返り咲くと、首相となったステファン・ロベーンがフェミニスト政府を立ち上げ、ヴァルストロームは外務大臣に任命される。これを受けてヴァルストロームは2014年10月就任早々「フェミニスト外交政策」を打ち出した。
また同10月にはEU加盟国の外相として初めてパレスチナを正式に国家として承認し、イスラエルを怒らせた。イスラエルは駐スウェーデン大使を召還し、ヴァルストローム外相は「ペルソナ・ノン・グラータ（好ましからざる人物）」に指定された。
2015年ヴァルストローム外相はツィッターでサウジアラビアの人権活動家がむち打ちされたことを非難、また女性に対する制限などをめぐってサウジアラビア政府を非難したため、二国間の大きな外交問題に発展し、またスウェーデンのサウジアラビアへの武器輸出についても大きな議論を呼んだ。
スウェーデンはヴァルストローム外相の悲願であった2016年6月の国連非常任理事国選挙での当選を果たし、2017年から2018年までの2年間非常任理事国を務めた。
2016年ヴァルストロム外相のストックホルムのアパートメントが不正に待機者リストを飛び越えて入手したものではないかという疑惑がもちあがり、また住宅手当を差し引いた後の家賃支払い額が32クローナしかなかったということで、汚職の容疑で検察の調査が行われた。結果的には汚職には当たらないとして調査は打ち切られた。
マルゴット・ヴァルストローム外相はフェミニスト政策の一環としてオンライン百科事典であるウィキペディアにおける女性の記事を増やし、より多くの女性がウィキペディアの執筆をすることを奨励するため、スウェーデンのWikimediaが始めたWikiGapエディタソンを支持。
2019年3月の国際女性デーでは次のように述べている。「スウェーデンは世界初のフェミニスト外交政策を取り入れた国です。正義と人権に基づき、道義的に必要であるという確信から生まれたものであり、ジェンダー平等は平和、安全保障、持続可能な開発の基本的条件であるからです」
また同年8月にストックホルムで行われたWikimaniaの出席者の中から30か国以上から来た80名ほどのWikiGapボランティアを外務省に招き、WikiGapのインパクトを祝福した。ヴァルストローム外相は、「世界最大のデジタル百科事典で著名な女性とその功績をより多くの人に見てもらえるようにすることは、我々のフェミニスト外交政策の具体的な結果です。（ウィキペディアでの女性に関する）新規作成および編集された記事数は32,000にのぼり、その閲覧数が1億回を超えたということはWikiGapの明確な効果です。このことが世界の多くの人を刺激し、より多くの女性のロールモデルを提供できることを願います」と述べている。
WikiGapエディタソンには批判もあり、「女性が自発的に記事を書けばよい」、「WikiGapでよりコンテンツが増えるのはよいが、政府がエディタソンを組織する必要はない」などの声がある。